# Vier heilige boeddhistische bergen in China

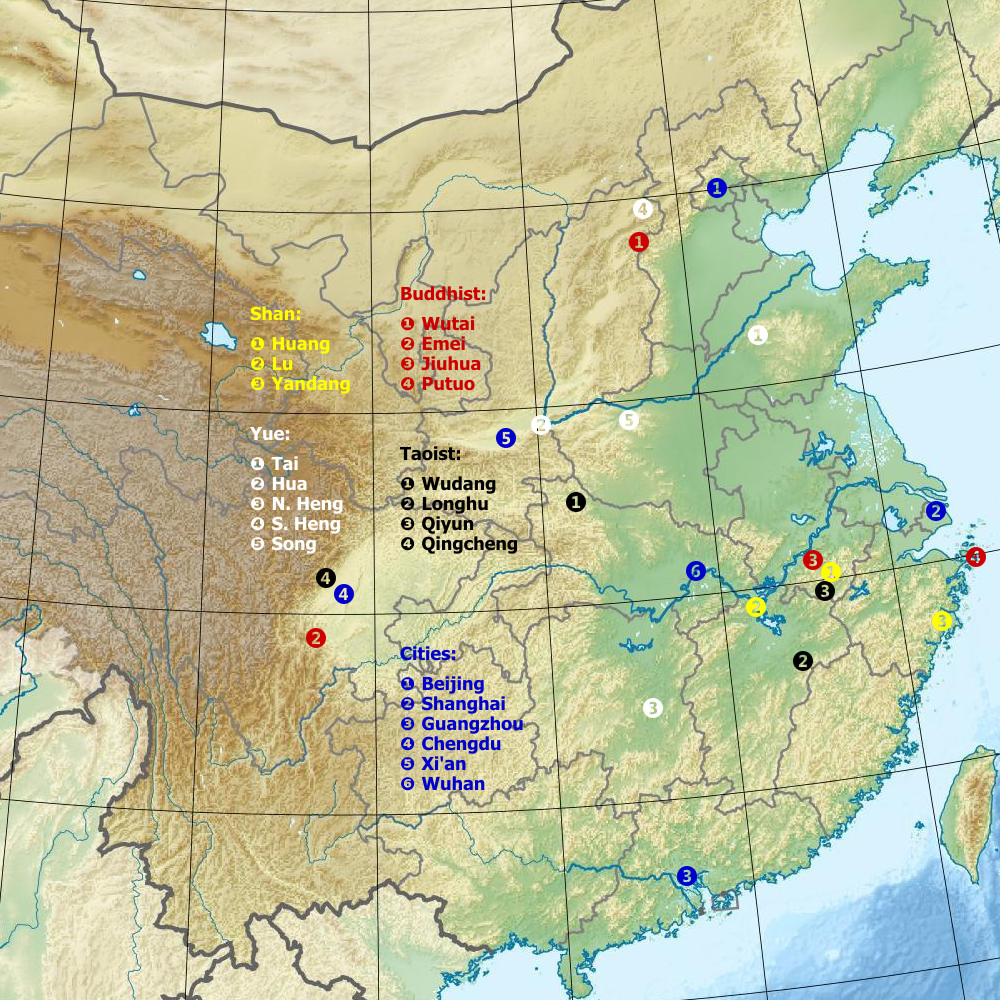
Locaties van heilige bergen in China

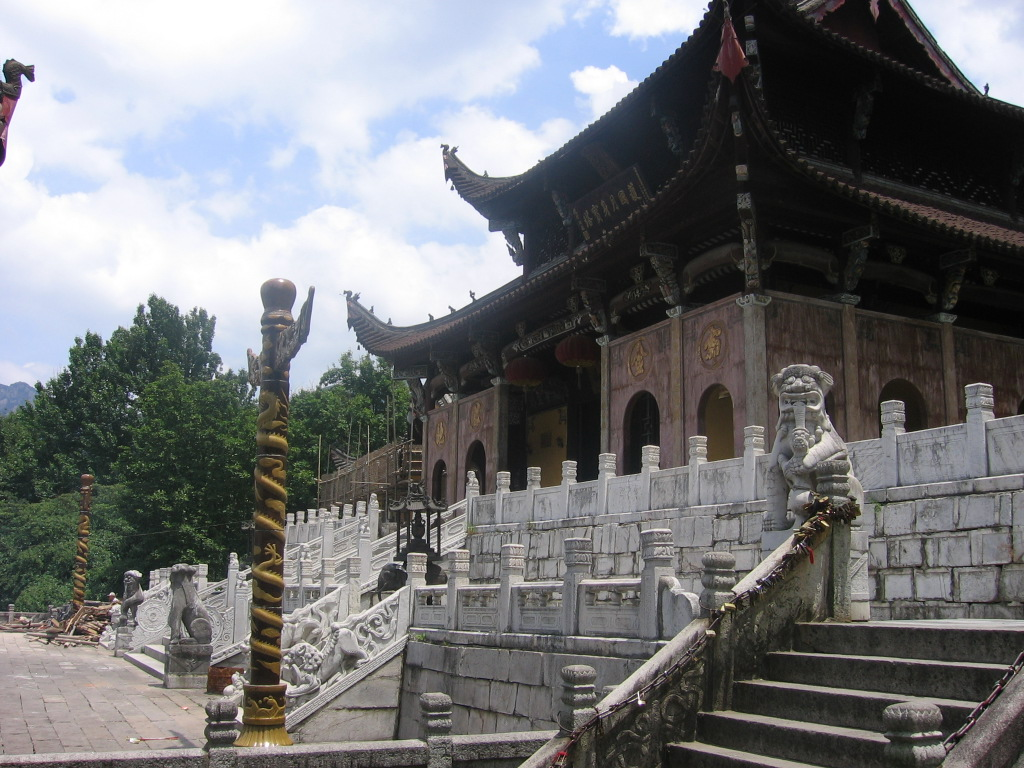
Jiuhua Shan

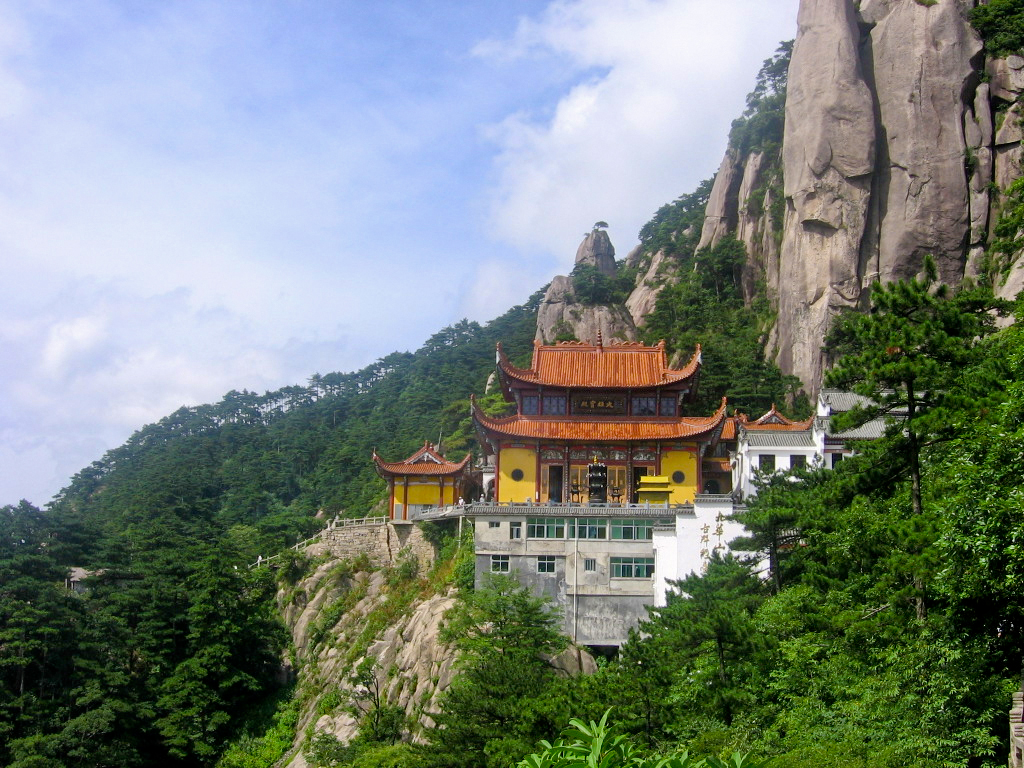
Jiuhua Shan

De Vier heilige boeddhistische bergen in China zijn bergen in China die voor Chinese boeddhisten een hoge spirituele waarde hebben. De bergen worden beschouwd als de als de bodhimanda van de Vier grote bodhisattva's in het Chinees boeddhisme. Deze bodhisattva's zijn Manjushri, Guanyin, Samantabhadra en Ksitigarbha.
Deze vier zijn:
| berg        | Chinees-boeddhistische naam van de berg | bodhimanda van | ligging            | hoogte |
| ----------- | --------------------------------------- | -------------- | ------------------ | ------ |
| Wutai Shan  | Gouden Wutai (金五台)                   | Manjushri      | Shanxi, Wutai      | 3058 m |
| Putuo Shan  | Zilveren Putuo (銀普陀)                 | Guanyin        | Zhejiang, Zhoushan | 284 m  |
| Emei Shan   | Bronzen Emei (銅峨嵋)                   | Samantabhadra  | Sichuan, Emei      | 3099 m |
| Jiuhua Shan | Metalen Jiuhua (鐵九華)                 | Ksitigarbha    | Anhui, Qingyang    | 1314 m |

Er gaan miljoenen Chinezen per jaar naar een van de bergen als bedevaart. De bergen hebben vele boeddhistische kloosters en boeddhistische nonnenkloosters. Pelgrims zijn meestal de herkennen aan een boeddhistisch schoudertas. Deze is gemaakt van katoen en daarop staan boeddhistische spreuken. Vlak bij de top van de berg staat de belangrijkste boeddhistische tempel van de berg. Op de berg staan ook vele souvenirwinkeltjes waar men boeddhistische boeken en gebedsartikelen verkoopt. Behalve pelgrims, bezoeken ook vele toeristen de bergen, vanwege de mooie bergnatuur en frisse lucht.
De berg Jizu Shan (雞足山) wordt door Chinese boeddhisten gezien als de bodhimanda van bodhisattva Mahasthamaprapta.